# Влада Владимира Лукића
Влада Владимира Лукића изабрана је 20. јануара 1993. године на Палама у Српском Сарајеву. Била је то друга Влада Републике Српске.

## Састав Владе
| Предсједник и потпредсједници Владе | Функција                                                             | Функција     |
| ----------------------------------- | -------------------------------------------------------------------- | ------------ |
| Владимир Лукић                      | Предсједник Владе                                                    |              |
| Бранко Остојић                      | Потпредсједник Владе за привреду                                     |              |
| Витомир Поповић                     | Потпредсједник Владе за привреду                                     |              |
| Министар                            | Министарство                                                         | Министарство |
| Душан Ковачевић                     | Министарство за народну одбрану                                      |              |
| Ратко Аџић                          | Министарство за унутрашње послове                                    |              |
| Боро Босић                          | Министарство индустрије и енергетике                                 |              |
| Боривоје Сендић                     | Министарство пољопривреде, шумарства и водопривреде                  |              |
| Јово Росић                          | Министарство правосуђа и управе                                      |              |
| Алекса Буха                         | Министарство иностраних послова                                      |              |
| Петра Марковић                      | Министарство за финансије                                            |              |
| Радослав Брђанин                    | Министарство урбанизма, стамбено-комуналних послова и грађевинарства |              |
| Љубомир Зуковић                     | Министарство образовања, науке и културе                             |              |
| Миленко Станић                      | Министарство трговине и снабдјевања                                  |              |
| Драган Калинић                      | Министарство здравља, рада и социјалне заштите                       |              |
| Мирослав Тохољ                      | Министарство за информисање                                          |              |
| Драган Ђокановић                    | Министарство за питање бораца и жртава рата                          |              |
| Драган Давидовић                    | Министарство за вјере                                                |              |
| Недељко Лајић                       | Министарство за саобраћај и везе                                     |              |
| Велибор Остојић                     | Министарство без портфеља                                            |              |